# الوجهة النهائية 3
الوجهة النهائية 3 (بالإنجليزية: 3 Final Destination)‏، فيلم رعب خارق للطبيعة وهو الجزء الثالث من سلسة أفلام الوجهة النهائية، الفيلم من كتابة وإخراج جيمس وانغ وهو كاتب ومخرج الجزء الأول من هذه السلسلة. يصور الفيلم طالبة تحب التصوير وتقوم بالذهاب هي ورفاقها إلى مدينة ملاهي حيث تشعر بتحذير مسبق قبل ركوب قطار الهواء السريع بأن هذا القطار سوف يخرج عن مسار السكة ويؤدي لموت جميع ركابه، فتحاول الخروج من القطار قبل انطلاقه ويتبعها بعض الطلاب الآخرين. وبعد موت باقي راكبي القطار، الموت يبقى يطاردهم بعد الحادث لأن حياتهم ينبغي أن تنتهي حيث يلاحقهم الموت بنفس التسلسل الذي ينبغي أن يموتوا به إن بقوا على متن ذلك القطار.

## وصلات خارجية
- الوجهة النهائية 3 على موقع IMDb (الإنجليزية)
- الوجهة النهائية 3 على موقع ميتاكريتيك (الإنجليزية)
- الوجهة النهائية 3 على موقع روتن توميتوز (الإنجليزية)
- الوجهة النهائية 3 على موقع نتفليكس (الإنجليزية)
- الوجهة النهائية 3 على موقع ألو سيني (الفرنسية)
- الوجهة النهائية 3 على موقع Turner Classic Movies (الإنجليزية)
- الوجهة النهائية 3 على موقع أول موفي (الإنجليزية)
- الوجهة النهائية 3 على موقع بوكس أوفيس موجو (الإنجليزية)
- الوجهة النهائية 3 على موقع فيلمافينيتي (الإسبانية)
- الوجهة النهائية 3 على موقع قاعدة بيانات الأفلام السويدية (السويدية)